# Asianidia sublactea
Asianidia sublactea är en insektsart som först beskrevs av Lindberg 1954.  Asianidia sublactea ingår i släktet Asianidia och familjen dvärgstritar. Inga underarter finns listade i Catalogue of Life.